# Liang Fa
Liang Fa (ur. 1789 w Zhaoqing, zm. 1855 w Kantonie) – pierwszy chiński duchowny i misjonarz protestancki.
Pochodził z ubogiej rodziny chłopskiej zamieszkującej prowincję Guangdong. W wieku 15 lat wyjechał do Kantonu, gdzie pracował jako drukarz. Tam poznał angielskiego misjonarza Roberta Morrisona, który nawrócił go na chrześcijaństwo i skłonił do pomocy przy wydaniu chińskiego przekładu Biblii (rozpowszechnianie materiałów związanych z chrześcijaństwem było wówczas zakazane przez władze). W 1815 roku wraz ze współpracownikiem Morrisona, Williamem Milne, wyjechał do Malezji, gdzie został ochrzczony w Malakce. W 1819 roku powrócił do Chin. 
W 1821 roku, podczas pobytu w Makau, został ordynowany przez Morrisona na pierwszego w historii chińskiego duchownego protestanckiego. W następnych latach prowadził działalność ewangelizacyjną wśród ludności chińskiej w Kantonie, Singapurze i Malakce. Udało mu się doprowadzić do otwarcia w 1828 roku w Kantonie pierwszej w Chinach prywatnej szkoły misjonarskiej, w której poza ewangelizacją dawano uczniom możność zapoznania się z osiągnięciami nauk zachodnich oraz poznania języka angielskiego. Szykanowany przez władze, w 1834 roku musiał uciekać do Malezji. Wrócił do Chin w 1839 roku, do końca życia prowadząc działalność misjonarską.
Akcentując rolę Starego Testamentu, Liang rozwinął własny system teologiczny, w którym większą wagę przywiązano do obrazu surowego i sprawiedliwego Jahwe niż głoszonego przez Jezusa miłosierdzia. Opublikował kilka prac, m.in. Quanshi liangyan (勸世良言). Zawarte w nich poglądy wywarły wpływ na Hong Xiuquana i narodziny ruchu tajpingów.